# Jumbled
Jumbled es una película familiar de drama romántico nigeriana de 2019 dirigida por Saheed Apanpa. Se rodó principalmente en Lagos. La película se tituló inicialmente Entangled, pero se cambió a principios de 2019 para evitar confusión pues el título era similar al utilizado por otro cineasta. Está protagonizada por Wale Ojo, Femi Adebayo y Lilian Esoro. Se estrenó el 12 de abril de 2019 y recibió reseñas mixtas de los críticos.

## Sinopsis
Una mujer en sus treinta años, ha tenido el corazón roto hasta que conoce al hombre ideal y perfecto para mantener una relación. Sin embargo el hombre perfecto, finalmente, resulta ser el peor de todos hombres.

## Elenco
- Lilian Esoro como Adaeze
- Irene Airebamen
- Beverly Naya
- Femi Adebayo
- Wale Ojo

## Lanzamiento
El elenco y miembros del equipo fueron presentados a los medios el 11 de abril de 2019, un día antes del estreno en cines de la película en una proyección exclusiva realizada en el Silverbird Cinema.